# Il mistero dei tre continenti
Il mistero dei tre continenti (Herrin der Welt) è un film del 1960 diretto da William Dieterle.

## Trama
A Stoccolma, il professor Johansson ha fatto una scoperta scientifica, creando un dispositivo che genera un enorme impulso magnetico che spazza via tutta l'elettricità su un'area continentale. Johansson viene rapito da un gruppo di mercenari in cerca di profitto e nel frattempo, sua figlia Karin, mentre cerca suo padre, si ritrova a dover fare i conti con tutti i personaggi loschi coinvolti nella vicenda.
La storia ha un prologo in Asia, in un tempio buddista, il cui Maestro invia un monaco in Occidente con l'incarico di sventare una grave minaccia per l'umanità.
L'incidente provocato dagli esperimenti di Johansson - sia pure con conseguenze temporanee - richiama l'attenzione mondiale, facendo convergere emissari dei servizi segreti di diverse nazioni oltre all'organizzazione criminale comandata dall'affascinante e priva di scrupoli madame Latour, che assolda anche il Dr. Brandes , avvocato del professor Johansson e spasimante deluso della figlia Karin, afflitto da difficoltà economiche.
Successivamente, dopo il rapimento del professore, l'inseguimento a madame Latour si snoda in rapidi passaggi a Cannes (dove viene rapita anche Karin), Marsiglia e Napoli, quindi a Bangkok, dove Karin si ritrova prigioniera con il padre, il quale rifiuta di rivelare ai rapitori la formula segreta alla base della sua scoperta e viene ucciso da un uomo di Madame Latour. In precedenza, però, il professore era riuscito a far scappare il suo assistente Dr. Lin-Chor, affidandogli su un pezzo di carta la formula di cui, sino a quel momento, era stato l'unico depositario.
Lin-Chor raggiunge il famoso tempio khmer di Angkor Wat, in Cambogia, inseguito dalla banda di madame Latour, che però viene uccisa da Brandes, il quale ne prende il posto.
L'agente Peter Lundström e Karin, nel frattempo liberata, sopravvivono miracolosamente a un incidente aereo dovuto ad un sabotaggio e dopo un periglioso viaggio a piedi nella foresta, arrivano a Angkor Wat, dove ritrovano Lin-Chor: questi altri non è  che il monaco protagonista del prologo.
Lundström e Karin - che si sono innamorati - sono però ingiustamente accusati dell'uccisione di un monaco incontrato poco prima di arrivare al tempio, ma Lin-Chor li libera dalla prigione, rimanendo però ucciso da Brandes, che gli ruba la formula. Nello scontro finale, Lundström riesce a uccidere Brandes e a recuperare la preziosa formula, affidandola a Karin. La donna, per il bene dell'umanità, preferisce bruciarla, ottenendo la gratitudine del Venerabile Maestro del tempio.